# Villers-Guislain
Villers-Guislain es una comuna francesa situada en el departamento de Norte, en la región de Gran Este.

## Demografía
| 780 | 809 | 791 | 767 | 659 | 641 | 691 |
| Para los censos de 1962 a 1999 la población legal corresponde a la población sin duplicidades (Fuente: INSEE [Consultar]) |     |     |     |     |     |     |